# Янаки Шамарджиев
Янаки Николов Шамарджиев е български архитект.

## Биография
Роден е на 11 май 1864 г. в Шумен. Най-големият му брат участва като опълченец в Руско-турската война от 1877 – 1878 г. От малък остава без баща. През 1885 г. завършва с отличие Държавната реална гимназия във Варна. След това работи като калиграф. Изпратен е с държавна стипендия да учи медицина в Гент, Белгия. По случайност неговият приятел Марин Русев е изпратен да учи архитектура, а има склонност към медицината. Двамата разменят стипендиите си. През 1899 г. се дипломира като инженер-архитект. Работи като завеждащ русенските държавни постройки, директор на Софийското градско общинско управление, архитект на училищните сгради към Министерството на обществените сгради, пътищата и съобщенията и началник на архитектурното отделение към същото министерство. Има заслуги при провеждането на национални и международни конкурси – международния конкурс за сграда на Софийския университет от 1907 г., за музей-библиотека и Царски дворец в София (1914), трите конкурса за съдебна палата в София (1906, 1907, 1914), за Окръжната палата във Велико Търново (1924). Избиран е за председател на комисията от български архитекти за изграждането на храм-паметника „Александър Невски“ в София. Той е сред 13-те архитекти, основатели на Българското инженерно-архитектурно дружество през 1893 г. Владее свободно френски, руски, немски и турски. Трудът му „Архитектурата на България“ на френски език е първият опит за история на българската архитектура за Световното изложение в Сен Луис през 1904 г.
Като архитект работи в Русе, Варна, София, Шумен, Ямбол и Пловдив. Създава и типовите проекти за четирикласните училища, които са построени в Североизточна България и в много селища в района, проектира здравни и санаториални постройки и хотели. Той проектира хигиеничния детски санаториум за костно-ставна туберкулоза „Св. св. Константин и Елена“ във Варна. През 1910 г. е построена първата минерална баня в България – старата баня във Вършец, която е по негов проект.
По време на настаняването на бежанците от Македония през втората половина на 20-те години на XX век, макар и в напреднала възраст, ръководи изграждането на отделни постройки и квартали в Царево, Бяла, Поморие и др. Той е автор на проекта и е ръководител на строежа на сградата на Шуменската мъжка гимназия през 1906 – 1910 г. По негови типови проекти са построени начални училища с четирикласни стаи в града и окръга.
По негов проект през 1900 г. е построен театър „Ренесанс“ на площад „Възраждане“ в София. През 1898 – 1899 г. изработва ситуационен план на новото езеро в Борисовата градина.
Носител е на ордените „Св. Александър“ кавалерски кръст (1906), „Св. Александър“ офицерски кръст (1922). Почетен гражданин е на София, Шумен и Русе.
Умира от инфаркт на 13 август 1937 г. в София.